# نيكولاس شولتز (تنس)
نيكولاس شولتز (بالإنجليزية: Nicolaas Scholtz)‏ مواليد 2 مايو 1991 في جنوب أفريقيا، هو لاعب كرة مضرب جنوب أفريقي يلعب باليد اليمنى. أعلى تصنيف له في الفردي كان المركز الـ 490 في سنة 2014. أعلى تصنيف له في الزوجي كان المركز الـ 643 في سنة 2014.

## روابط خارجية
- نيكولاس شولتز على موقع رابطة محترفي التنس (الإنجليزية)
- نيكولاس شولتز على موقع الاتحاد الدولي لكرة المضرب (الإنجليزية)
- نيكولاس شولتز على موقع كأس ديفيز (الإنجليزية)
- نيكولاس شولتز على موقع خلاصة التنس.كوم (الإنجليزية)
- نيكولاس شولتز على موقع إي إس بي إن.كوم (الإنجليزية)